# Шопирлень
Шопирлень, Шопирлені (рум. Șopârleni) — село у повіті Васлуй в Румунії. Входить до складу комуни Дринчень.
Село розташоване на відстані 302 км на північний схід від Бухареста, 32 км на північний схід від Васлуя, 59 км на південний схід від Ясс, 148 км на північ від Галаца.

## Населення
За даними перепису населення 2002 року у селі проживала 41 особа, усі — румуни. Усі жителі села рідною мовою назвали румунську.